# Unami
Pour les articles homonymes, voir Lenape.
L'unami (ou lenape, lenni-lenape) est une langue algonquienne éteinte, appartenant aux langues delaware au même titre que le munsee. Elle fut parlée par le peuple des Lenapes dans les régions aujourd'hui appelées New Jersey, Pennsylvanie et – plus tard – Oklahoma. Ses locuteurs ont par la suite adopté l'anglais. Néanmoins, en 2000, il y a 310 personnes qui la parlent plus ou moins couramment comme langue secondaire chez elles.

## Étymologie
Lenape vient de /lənaːpːe/, un mot du dialecte lenape dont une traduction littérale serait : « la vraie personne »,. Les noms donnés par les Lenapes à la région qu'ils habitent étaient Scheyichbi, ce qui signifie « le lieu au bord de l'océan », et Lenapehoking, traduisible par « le lieu où les gens vivent ». Ce dernier mot n'est pas universellement reconnu comme historiquement exact.

## Conservation de la langue
L'Ordre de la flèche, un groupe affilié aux Boy Scouts of America, tente de protéger des légendes et certains éléments de langage de la nation lenape. De nombreuses divisions locales ont cependant choisi de ne pas imiter les coutumes lenapes seules, et les mêlent à celles de nations très différentes, telles que les Cherokee.
Une version moderne du dialecte unami du sud, appelée delaware de l'ouest, est enseignée à la nation delaware installée en Oklahoma. Des cassettes audio de locuteurs natifs ainsi que des leçons écrites sont disponibles à la vente pour tenter de préserver la langue. 
La langue telle qu'elle était parlée en Pennsylvanie au XVIIIe siècle a été décrite par le missionnaire John Heckewelder.

## Prononciation
Les langues delaware ont des consonnes occlusives longues et courtes contrastées ainsi que des consonnes fricatives. La phonétique des consonnes unami est complexe. Plusieurs analyses ont été proposées, aucune d'entre elles ne couvrant de manière complète le statut des consonnes longues. Dans certains contextes, des règles prévoient le rallongement des consonnes. Les consonnes longues permettent, par contraste avec les courtes, de différencier certaines paires de mots.
Le tiret haut /·/ indique la longueur de la consonne ou voyelle précédente.

### Consonnes et voyelles
|                    | Bilabiales | Dentales | Post-alvéolaires | Vélaires | Glottales |
| ------------------ | ---------- | -------- | ---------------- | -------- | --------- |
| Occlusives         | p          | t        | č                | k        |           |
| Occlusives longues | p·         | t·       | č·               | k·       |           |
| Fricatives         |            | s        | š                | x        | h         |
| Fricatives longues |            | s·       | š·               | x·       |           |
| Nasales            | m          | n        |                  |          |           |
| Latérales          |            | l        |                  |          |           |
| Semi-voyelles      | w          |          | y                |          |           |

Les voyelles unami sont organisées, dans ce tableau, en paires contrastées courtes/longues. Une asymétrie est due au couplage du /u/ court avec le /o·/ long.
|                  | Antérieures | Centrales | Postérieures |
| ---------------- | ----------- | --------- | ------------ |
| Fermées          | i           |           | u            |
| Fermées longues  | i·          |           | o·           |
| Moyennes         | e           | ə         | ɔ            |
| Moyennes longues | e·          | ə·        | ɔ·           |
| Ouvertes         |             | a         |              |
| Ouvertes longues |             | a·        |              |

## Syntaxe
L'unami, comme de nombreuses langues algonquiennes, est polysynthétique et agglutinante : l'essentiel du sens est condensé dans le verbe (un radical autour duquel viennent se coller des mots entiers), ce qui rend l'ordre des mots beaucoup plus libre qu'en français. La syntaxe reste l'un des aspects les moins étudiés de l'unami : on dispose de bien davantage de détails sur sa morphologie, en raison des multiples tentatives de reconstituer un Proto-algonquien.